# Theme (松室政哉の曲)
「Theme」（テーマ）は、松室政哉のインディーズシングル。

## 解説
- インディーズシングル「ラブソング。」から約7ヶ月ぶりのリリース。
- 規格品番は、XNAU-00019。
- 次作がメジャーデビューEPのリリースとなったため、本作品がインディーズ最後のリリースとなった。
- ジャケットのアートワークは、SEVEN DIALSの金坂春佳が担当。

## 収録曲
CD
1. Theme
  - 作詞・作曲・編曲：松室政哉
  - クラレ「髙梨沙羅 ときめき」篇 CMソング
  - 後にメジャーデビューEP「毎秒、君に恋してる」に収録された。
2. キャンバス
  - 作詞・作曲・編曲：松室政哉
3. 途切れたメロディ
  - 作詞・作曲・編曲：松室政哉
  - サウンドトラック「CR 仄暗い水の底から サウンドトラック」収録

## 演奏
- 松室政哉
  - Vocal, Chorus, Other Instruments
- 坂本暁良
  - Drums, Percussion (#1)
- 相川雄太
  - Drums, Percussion (#3)
- 植松慎之介
  - Bass (#1.3)
- 櫛野啓介
  - Acoustic Guitar, Electric Guitar (#1)
- TAIKING (Suchmos)
  - Electric Guitar (#3)
- 松浦はすみ (メロディーキッチン)
  - Piano (#1)
  - Electric Piano (#3)